# Palettblad
Palettblad (Plectranthus scutellarioides) är en flerårig ört med vanligtvis flerfärgade blad. Arten förekommer naturligt från Sydostasien i väst och Oceanien till och med Hawaiiöarna i öst. Plantan blir mellan 30 och 80 centimeter hög och blommar vanligtvis under perioden juni till oktober.

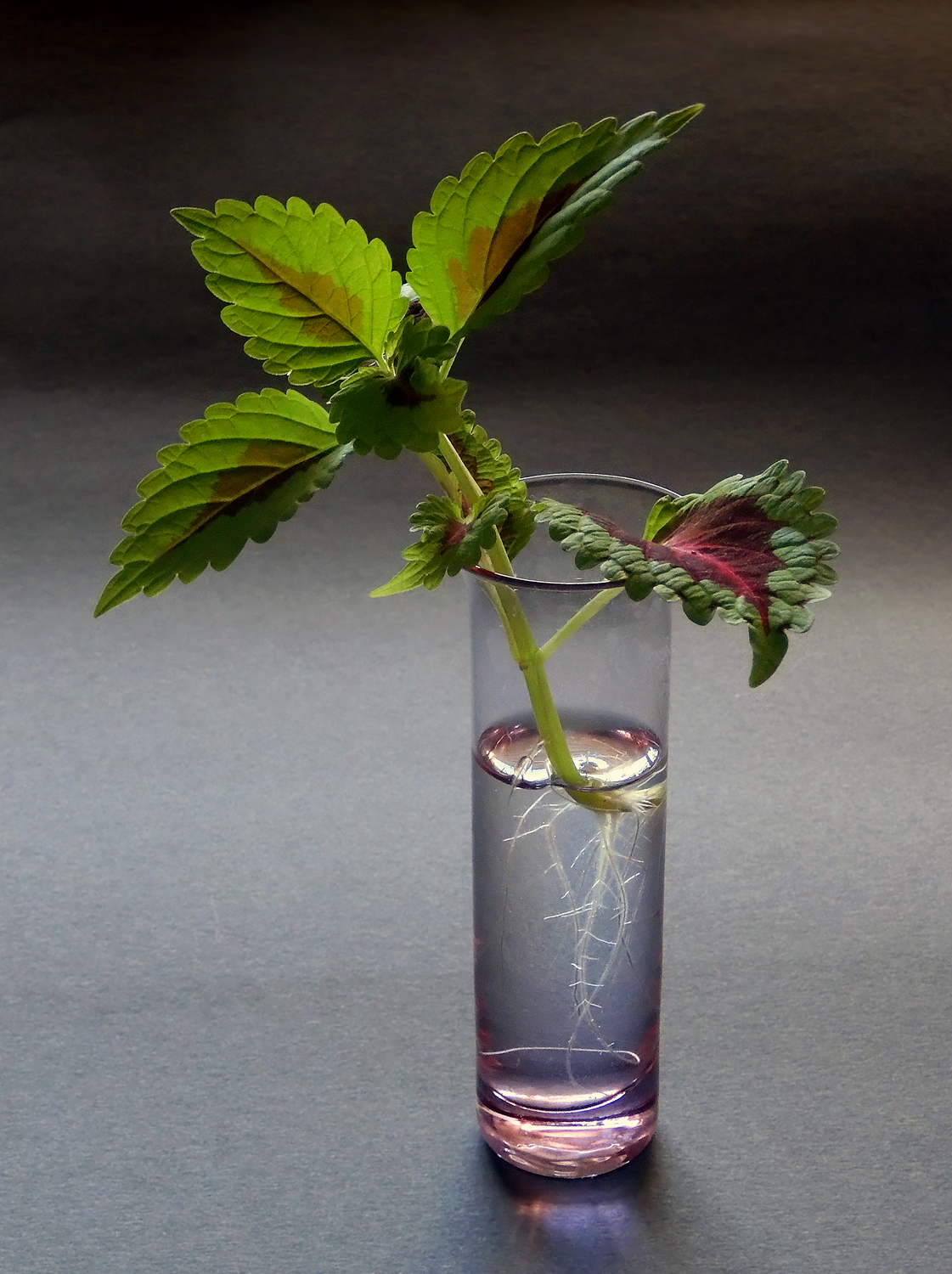
Stickling från palettblad.

Andra namn på plantan är praktnässla, rumsnässla eller blomsternässla. De vetenskapliga namnen Coleus scutellarioides, Coleus blumei, Plectranthus scutellarioides, Solenostemon scutellarioides med flera används alla om palettblad.
Palettblad är en populär prydnads- och krukväxt. I Europa har arten odlats sedan mitten av 1800-talet, och det finns numera ett stort antal framodlade sorter med många olika färger och färgkombinationer.